# Hylomyscus grandis
Hylomyscus grandis là một loài động vật có vú trong họ Chuột, bộ Gặm nhấm. Loài này được Eisentraut mô tả năm 1969.